# フリードリヒ・アドラー

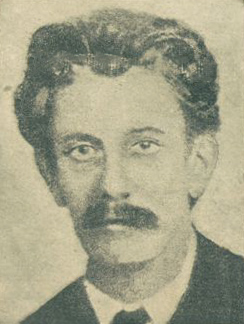
フリードリヒ・アドラー。1917年撮影

フリードリヒ・アドラー（Friedrich Adler、1879年7月9日 - 1960年1月2日）は、オーストリア（二重帝国・第一共和国・第二共和国）の社会主義者・政治家。フリッツ・アドラー (Fritz Adler) とも呼ばれる。
両大戦間期においてオットー・バウアーとならぶオーストリア社会民主党（社会民主労働党）左派の指導者であり、またウィーン・インターナショナルおよび社会主義労働者インターナショナルの創設に関わった。

## 生涯
ウィーン出身。父はオーストリア社会民主党（社会民主労働党）の指導者であったチェコ・ユダヤ系のヴィクトル・アドラーで母はハンガリー系ユダヤ人のエマ・アドラーだった。父ヴィクトルの影響を受け、早くから社会民主党に入党するとともに、レンナー、バウアー、M・アドラーらオーストリア・マルクス主義の理論集団に加わり、1911年には社会民主党書記に就任した。
1914年の第一次世界大戦勃発に際しては非戦論を掲げてオーストリアの参戦に反対、城内平和（戦争協力）を主張した父ヴィクトルを始めとする党主流派と対立してM・アドラーらとともに「カール・マルクス協会」を結成し無賠償・無併合の即時停戦を主張した。1916年10月21日、フリードリヒは停戦実現のためシュテュルク首相を殺害して逮捕され死刑判決を受けたが、特別法廷での彼の弁論は大衆に支持され、1918年の敗戦にともなう特赦で釈放された。その後のオーストリア革命に際しては労働者評議会（Arbeiterräte）を指導した。
1919年には国会議員に当選し党内左派の幹部として事実上の党指導者となったバウアーを助けるとともに、1921年のウィーン・インター（通称「第二半インターナショナル」）の結成に関与し、第二インターがウィーン・インターを吸収して1923年に発足した社会主義労働インターにおいても指導的地位（書記）につき、第二次世界大戦直前までの15年間その任にあった。第二次世界大戦中にはアメリカ合衆国に亡命、1946年の政界引退後は父ヴィクトルとカウツキー・ベーベルらとの往復書簡集の編纂にあたった。チューリヒで死去した。